# اورنجویل (کالیفرنیا)
اورنجویل (به انگلیسی: Orangevale) یک منطقهٔ مسکونی در ایالات متحده آمریکا است که در شهرستان ساکرامنتو، کالیفرنیا واقع شده‌است. اورنجویل ۳۰٫۱۶۵ کیلومتر مربع مساحت و ۳۳٬۹۶۰ نفر جمعیت دارد و ۷۳ متر بالاتر از سطح دریا واقع شده‌است.